# روبل میا
روبل میا (بنگالی: রুবেল মিয়া; born 1 January 1995؛ زادهٔ ۱ ژانویهٔ ۱۹۹۵) بازیکن فوتبال اهل بنگلادش است.
از باشگاه‌هایی که در آن بازی کرده است می‌توان به باشگاه فوتبال آباهانی داکا اشاره کرد.
وی همچنین در تیم‌های ملی فوتبال زیر ۲۳ سال بنگلادش، و بنگلادش بازی کرده است.